# Hans Krebs (politiker)
Hans Krebs, född 26 april 1888 i Iglau, död 15 februari 1947 i Prag, var en sudettysk nazistisk politiker och SS-Brigadeführer. Han avrättades i Prag 1947 för brott mot mänskligheten.